# Muñequito de trapo
Muñequito de trapo es el segundo álbum de estudio lanzado por Selena y los Dinos. Liberado el 29 de junio de 1986, fue producido por Manny R. Guerra. Lo precedió el sencillo líder «A Million to One», el cual daba inicialmente el título al LP.
Las canciones y el duro trabajo que se tuvieron en este disco ayudaron a Selena a obtener otro Premio de la Música Tejana en la categoría de vocalista femenina del año y otras distintas nominaciones en premiaciones variadas.
En el año 2007, este LP se reeditó dentro de una serie bajo el nombre de Classic Series, Vol. 2, por la compañía discográfica Q Productions. En este, se sustituyó la décima canción «El circo» (debido a que es un solo instrumental), siendo cambiada por la versión original de 1986, «Aunque no salga el sol», grabada tiempo después en 1990 para el segundo álbum de estudio con EMI, Ven conmigo.

## Antecedentes
En 1986, el grupo familiar ya contaba con la idea de grabar un siguiente LP. Para esto, Abraham Quintanilla se encargó de juntar a los más famosos compositores en aquellos tiempos (la mayoría nacidos en Corpus Christi, Tx.). En ese mismo año, cuando Selena tenía 15 años, una de sus cantantes favoritas era Rocío Dúrcal. Selena la escuchó por primera vez interpretando la canción "Diferentes" e inmediatamente se convirtió en una de sus canciones favoritas. Cuando llegó el momento de elegir las canciones para este disco, Selena se aseguró que esta canción quedara dentro de los temas a grabar.

## Promoción

### Sencillos
- «Muñequito de trapo»

"Muñequito de trapo" es el primer sencillo radial lanzado del LP. Fue lanzado en estaciones de radio locales el 20 de febrero de 1987,[cita requerida] exactamente seis días antes del lanzamiento completo de este LP. Este sencillo obtuvo la nominación en la categoría "Single of The Year" en los Mike Chavez Awards de 1986.
- «A Million to One»

"A Million to One" fue el segundo y último sencillo radial del LP. Al igual que el primero, se mandó a estaciones de radio locales un 29 de julio de 1987.[cita requerida] La canción es un cover del cantante americano Jimmy Charles, grabada en 1960. Fue escrita por el compositor Phil Medley. Este sencillo obtuvo la nominación en la categoría "Single of The Year" en los Mike Chavez Awards de 1986.

## Listado de canciones
| Muñequito de trapo |                                |                             |          |  |
| N.º                | Título                         | Escritor(es)                | Duración |  |
| 1.                 | «Brindis de Amor»              | Johnny Herrera              | 3:01     |  |
| 2.                 | «A Million to One»             | Phil Medley                 | 3:15     |  |
| 3.                 | «El Ramalazo»                  | Tomás Méndez                | 2:49     |  |
| 4.                 | «La Mirada»                    | Herrera                     | 2:53     |  |
| 5.                 | «Rama Caída»                   | Herrera                     | 3:59     |  |
| 6.                 | «Diferentes»                   | Juan Gabriel                | 2:58     |  |
| 7.                 | «Muñequito De Trapo»           | Herrera                     | 3:00     |  |
| 8.                 | «Cuando Despierto»             | Ricky Vela                  | 3:51     |  |
| 9.                 | «Enamorada De Ti»              | Daniela Romo • Danilo Vaona | 3:20     |  |
| 10.                | «El Circo» (Solo Instrumental) | Los Dinos                   | 2:55     |  |

- Reedición 2007

| Classic Series, Vol. 2 |                                              |              |          |  |
| N.º                    | Título                                       | Escritor(es) | Duración |  |
| 10.                    | «Aunque No Salga el Sol» (Grabación de 1986) | Herrera      | 3:10     |  |

## Uso en otros álbumes
- El 5 de noviembre de 1996, se lanzó el primer álbum de remezclas titulado "Siempre Selena".[7] La canción "A Million to One" fue compilada en este y modificada para versión R&B. Fue mezclada por A.B. Quintanilla y producida por Abraham Quintanilla.[8]

- "A Million to One" apareció en la recopilación "The Selena Collection", en 1997.[9]

- El 7 de abril de 1998, se lanzó el segundo álbum de remezclas de Selena titulado "Anthology". Para este álbum, se tomaron las canciones "El Ramalazo", "Diferentes" y "Rama Caída", todas en nuevas versiones a mariachi.[10][11] Además, la canción "Enamorada de Ti" fue remezclada en versión cumbia.[12]

- "Muñequito de Trapo" fue compilada en el álbum recopilatorio "All My Hits, Vol. 2", lanzado el 4 de noviembre de 2000.[13]

- Las canciones "Rama Caída", "Diferentes", "La Mirada", "El Ramalazo", "Cuando Despierto" y "Brindis de Amor" se seleccionaron para la compilación de Q Productions, "Selena y sus Inicios, Vol. 2", publicada el 9 de marzo de 2004.[14] La canción "Enamorada de Ti" se dio lugar en "Selena y sus Inicios, Vol. 3" el 24 de agosto de 2004,[15] mientras que los temas "A Million to One" y "La Mirada" (segunda ocasión) aparecieron en "Selena y sus Inicios, Vol. 4" el 2 de noviembre de 2004.[16]

- A pesar de que la canción "Aunque No Salga El Sol" no es exclusiva de este álbum, fue agregada en su reedición en 2007. La canción fue grabada y lanzada en 1986 como parte de una serie de sencillos bajo la discográfica Cara Records.[17] En 1990, la canción fue regrabada para su segundo álbum de estudio "Ven conmigo".[18]

## Premios y nominaciones

### Tejano Music Awards (1987)
El álbum "Muñequito de Trapo" le otorgó a Selena y Los Dinos tres nominaciones en los Tejano Music Awards de 1987, ganando solo una de ellas.
| Año  | Nominado           | Categoría                                                       | Resultado |
| ---- | ------------------ | --------------------------------------------------------------- | --------- |
| 1987 | Selena             | Female Vocalist of the Year (Vocalista Femenina del Año)        | Ganadora  |
| 1987 | Selena             | Female Entertainer of the Year (Cantante Femenina del Año)      | Nominado  |
| 1987 | Selena y Los Dinos | Most Promising Band of the Year (Banda Más Prometedora del Año) | Nominado  |

### Mike Chavez Awards (1987)
Los Mike Chavez Awards son unos premios que se realizan desde los 70's y están destinados a la música tejana. En 1987, el grupo y Selena estuvieron nominados a un total de cinco categorías, ganando una de ellas.
En la categoría "Keyboard Single of The Year", el grupo ingresó dos veces con los sencillos "Muñequito de Trapo" y "A Million to One". En esta premiación, Selena fue la primera mujer en ganar una categoría que era dominada solamente por hombres, "Vocalista del Año".
| Año  | Nominado           | Categoría                                   | Resultado |
| ---- | ------------------ | ------------------------------------------- | --------- |
| 1987 | Selena             | Vocalista del Año                           | Ganadora  |
| 1987 | Selena y Los Dinos | Most Promising Band (Banda Más Prometedora) | Nominado  |
| 1987 | Selena y Los Dinos | Keyboard Group of the Year (Grupo del Año)  | Nominado  |
| 1987 | Muñequito de Trapo | Keyboard Album of The Year (Álbum del Año)  | Nominado  |
| 1987 | Muñequito de Trapo | Keyboard Single of The Year                 | Nominado  |
| 1987 | A Million to One   | Keyboard Single of The Year                 | Nominado  |

### KFLZ Awards (1987)
En 1987, Selena obtuvo dos nominaciones en los KFLZ Awards debido a la popularidad alcanzada con su álbum "Muñequito de Trapo". Ganó ambas nominaciones.
| Año  | Nominado | Categoría                                                  | Resultado |
| ---- | -------- | ---------------------------------------------------------- | --------- |
| 1987 | Selena   | "Female Vocalist of the Year" (Vocalista Femenina del Año) | Ganadora  |
| 1987 | Selena   | "Kuno's People's Choice Awards"                            | Ganadora  |

## Créditos
| - Primera voz - Selena Quintanilla - Batería - Suzette Quintanilla - Bajo y segunda voz - A.B. Quintanilla III - Teclados - Ricky Vela - Guitarra - Roger García | - Productor - Manny R. Guerra - Grabación y mezcla - Amen Studios (San Antonio, Tx.) - Arreglos musicales - Selena y Los Dinos - Composición - Juan H. Barrón • Phil Medley • Tomás Méndez • Juan Gabriel • Vela • Luisa Fatello • Teresa Presmanes - Fotografía - Ramón Hernández |